# Abentheuerer Hütte

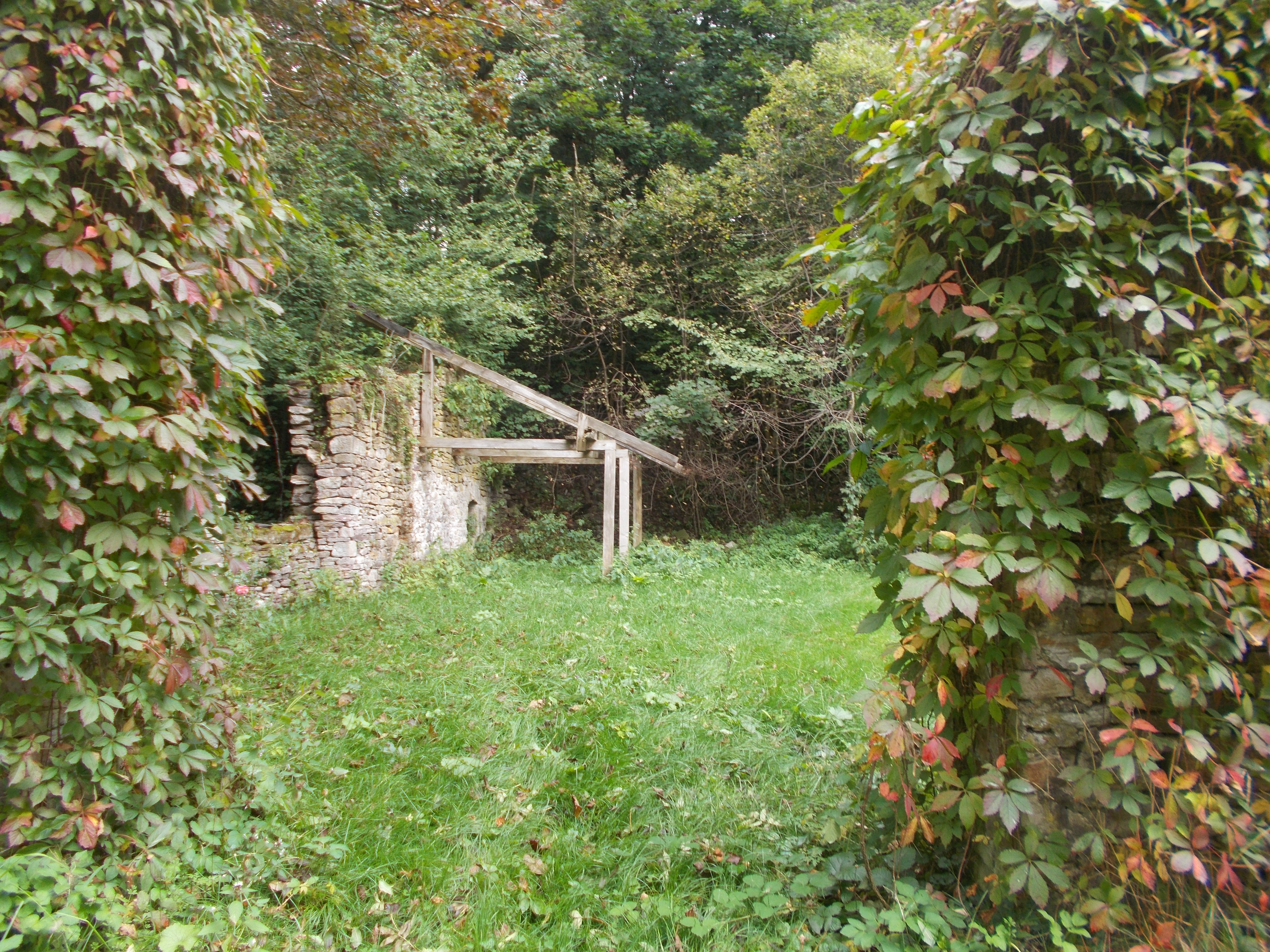
Abentheurer Hütte ehemalige Eisenhütte

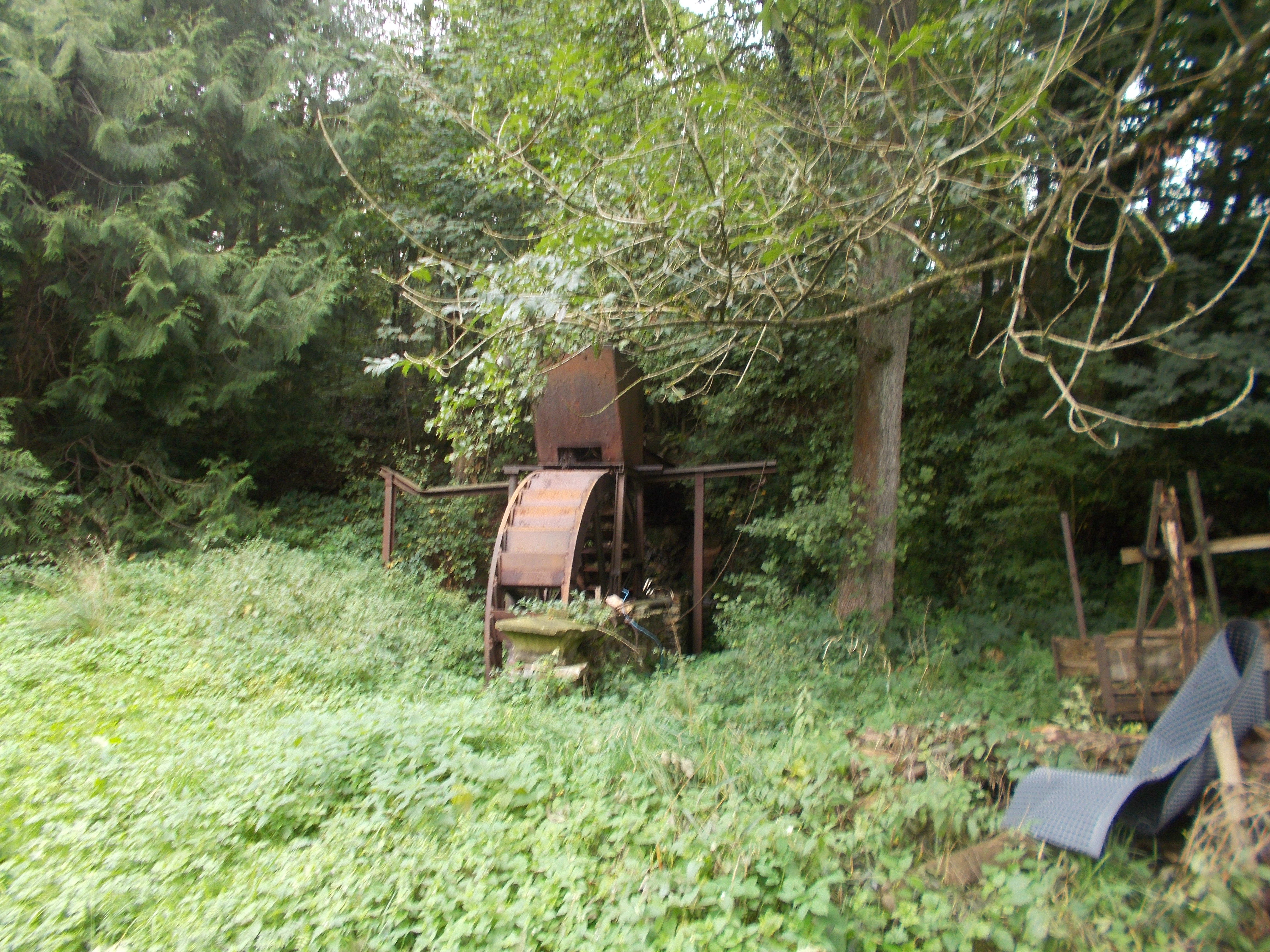
Hammerrad

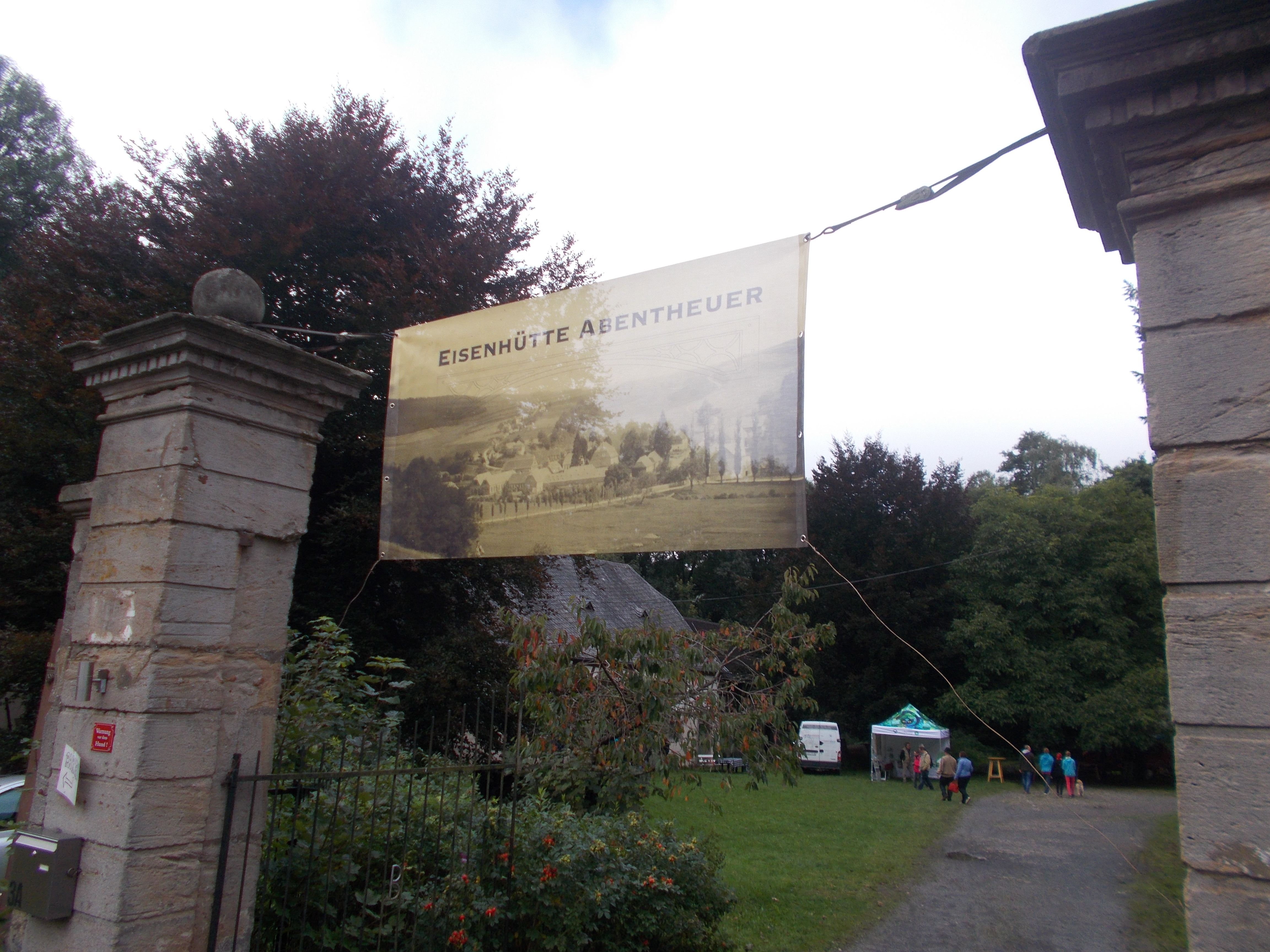
Abentheurer Hütte Eingangsbereich

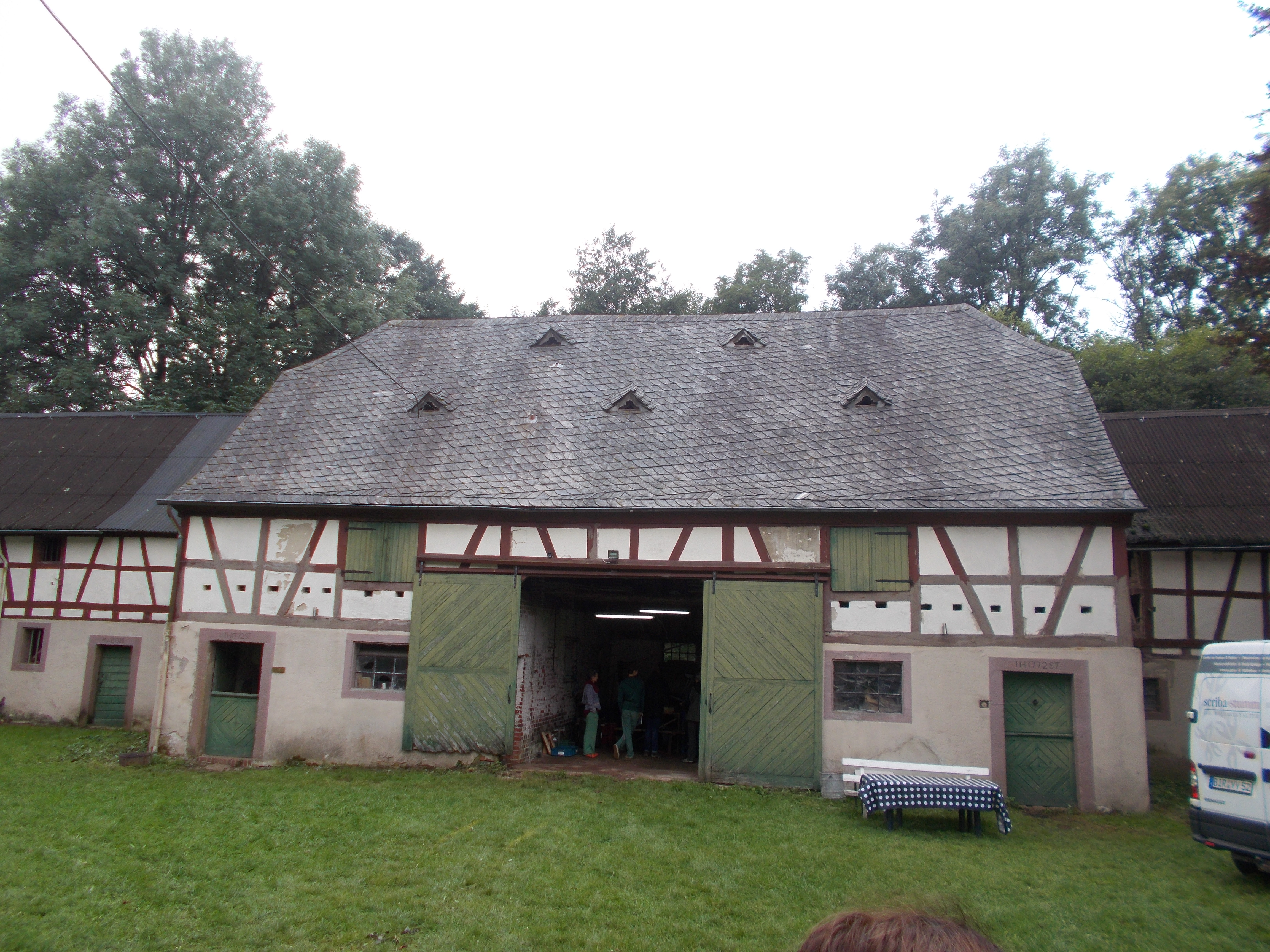
Abentheurer Hütte Hofanlage

Die Abentheuerer Hütte ist ein ehemaliges Eisenwerk in der rheinland-pfälzischen Gemeinde Abentheuer in Deutschland.

## Die Anfänge
Die 1499 errichtete Abentheuerer Hütte gilt als der älteste nachweisbare Hochofenbetrieb im Hunsrück. Gründer des Werks waren der Meister Hans Eisenschmidt aus Eisenschmitt bei Himmerod und sein Sohn Matthäus. Die technischen Kenntnisse wurden in der Folgezeit nur wenig weiter entwickelt. 1567 wird der aus Schleiden zugewanderte Schmied Meister Paulus auf „der“ Abentheuer erwähnt.

## Frühe Neuzeit
1605 schrieb der Wickenrodter Pfarrer Friedrich Hellbach: „Eisenwerker gibt es um Birkenfeld [= Abentheuer], wo man die schönsten eisernen Öfen und allerhand Gefäß [Töpfe] macht, so weit in ander Land verführet werden [...].“ Die Familie Eisenschmidt zählte zu den Pionieren des Eisenhüttenwesens im Hunsrück. 1621 werden Johann und Nikolaus Eisenschmidt erwähnt.
Der Dreißigjährige Krieg brachte den Betrieb zum Erliegen. 1635 starb mit Johann Eisenschmidt d. J. der vorerst letzte Eigentümer der Abentheuerer Hütte an der Pest. Im selben Jahr wurde das Werk zerstört. Ähnlich erging es den Werken in Damflos, Nonnweiler und Züsch.
Der Neuaufbau erfolgte durch Unternehmer aus der Wallonie. 1672 brachte Jean Hujet den Eisenhammer der Abentheuerer Hütte wieder in Gang. 1699 übernahm Remacle de Hauzeur (1663–1745) das Hüttenwerk und machte es zur Zentrale seiner verschiedenen Unternehmungen im westlichen und mittleren Hunsrück. Er durfte nach Bedarf Holzkohle in den herrschaftlichen Waldungen brennen. Außerdem wurde ihm das alleinige Recht zugesprochen, im Amt Birkenfeld Mineralien aller Art zu gewinnen; dafür musste er den Zehnten an die sponheimische Gemeinherrschaft entrichten. 1701 erhielt er die Erlaubnis zur Erbauung eines Hochofens.
Für einen Betrag von 19.000 Gulden erwarb 1763 Johann Heinrich Stumm (1709–1783) aus Asbach die Abentheuerer Hütte. Außer den Wohn- und Wirtschaftsgebäuden sind an Gebäuden aufgeführt: der große Hammer, der kleine Hammer, die Eisenschneide, das Schied- und das Eisenmagazin. 1765 wurde ein Hochofen errichtet. Die Rechte für Erzgewinnung wurden auf Stumm übertragen. Nach dem Tod Stumms ging das Hüttenwerk an seine vier Söhne über.

## 19. Jahrhundert
In den Jahren 1800–1815 hatte das Hüttenwerk mit großen Schwierigkeiten zu kämpfen. Es wurde geklagt über hohe Abgaben, hohe Holzpreise und erschöpfte Erzgruben. Im Westen Deutschlands waren viele Eisenhütten entstanden, und Abentheuer war nicht mehr konkurrenzfähig.
1806 wagten die Gebrüder Stumm den Sprung an die Saar und erwarben die Neunkirchener Hütte. 1809 kamen die Brebacher Hütte und die Fischbacher Schmelze bei Quierschied hinzu. Den Ausschlag hatten die dortigen Eisensteinvorkommen gegeben, die ein qualitativ besseres Roheisen als im Hunsrück versprachen, aber auch die günstigere Verkehrslage. 1807 zog Friedrich Philipp Stumm (1751–1835) von Abentheuer nach Saarbrücken.
Die Verhältnisse besserten sich, als 1817 das Fürstentum Birkenfeld als Teil des Großherzogtums Oldenburg entstand.
Eine Enkeltochter von Johann Heinrich Stumm heiratete Oberbergrat Heinrich Böcking. 1839 gelangte Familie Böcking in den Besitz der Hütte. Damals setzte sich das Werk folgendermaßen zusammen:
1 Hochofen, 1 großer und ein kleiner Hammer, 1 große Poliertrommel, 1 Schlackenpoche, 1 Sandmühle, 1 Putzhaus, 1 Vorratsraum für Schmiedeeisen und 1 Lagerhaus für fertige Waren. Auf dem großen Hammer wurden die mächtigen Eisenblöcke, die größtenteils von auswärts bezogen und Masseln genannt wurden, verarbeitet. Die große Poliertrommel, die im Volksmund wegen des ohrenbetäubenden Lärms, den sie machte, Rumpel hieß, diente zum Polieren der Schrapnell-Kugeln.
Gegenüber der Rumpel stand die Schlackenpoche, die unter nicht minder lautem Gepolter die Hochofenschlacke zu Mauer- und Wegesand klopfte. Die Sandmühle sorgte für den feinen Sand, den die Former gebrauchten. Eine sonderbare Einrichtung war die Katz. Sie diente dazu, die dicken Eisenblöcke zu zerkleinern, und bestand aus drei pyramidenförmig aufgestellten starken Balken, an deren Kreuzungspunkt ein Flaschenzug befestigt war, mit dessen Hilfe eine gewaltige Eisenkugel hochgezogen wurde. Nun brachte man einen Eisenblock darunter und ließ die Kugel darauf fallen. Im Putzhaus wurden die fertigen Waren mit Drahtbürsten und Feilen gereinigt.
Die Gebrüder Böcking bezogen ihr Erz aus den Gruben von Schwarzenbach, Reichenbach und Buhlenberg. Vor Buhlenberg verrät ein trichterförmiges Loch in einer Wiese, wo früher der Schacht in die Tiefe führte. Etwa 200 Arbeiter wurden in den 1860er Jahren auf der Hütte beschäftigt. In der weiteren Blütezeit von 1848 bis 1871 wurde insbesondere Munition produziert.
In ruhigeren Zeiten wurden Wagenachsen, Öfen, kunstvolle Ofenverzierungen, Töpfe aller Art, zierliche Rauchtische mit Servicen usw. zum Export in die ganze Welt gefertigt.
Nach 1870 wurde der Betrieb infolge des Übergangs vom Holzkohlen- zum Koks-Hochofenbetrieb und vom Frischfeuer- zum Puddelofenbetrieb mehr und mehr eingeschränkt, und 1875 wurde die Fertigung eingestellt. Die Besitzer siedelten zur Halbergerhütte.

## Heutige Situation
Heute ist die Hütte immer noch im Besitz der Familie Böcking, Nachfahren der Familie Stumm. Das Gelände ist Privatbesitz und ist nur im Rahmen von Führungen und am Tag des offenen Denkmals zugänglich.